# Titulcia
Titulcia é um município da Espanha, na província e comunidade autônoma de Madrid. Tem 9,9 km² de área e em 2021 tinha 1 360 habitantes (densidade: 137,4 hab./km²). Limita com os municípios de Aranjuez, Chinchón e Ciempozuelos.